# Jean-Baptiste Dutrou-Bornier
Jean-Baptiste Onésime Dutrou-Bornier (19. listopadu 1834 Montmorillon – 6. srpna 1876 Velikonoční ostrov) byl francouzský námořník a dobrodruh, který se roku 1869 prohlásil vládcem Velikonočního ostrova.
Ve čtrnácti letech utekl z domova a dal se k námořnictvu, zúčastnil se krymské války. Poté odcestoval do Peru, kde se stal majitelem škuneru Tampico. Peruánské úřady ho obvinily z pašování zbraní a odsoudily k smrti, po intervenci francouzského konzula byl propuštěn a uchýlil se na Tahiti. Se svojí lodí provozoval kurýrní službu, podílel se na najímání domorodců pro práci na plantážích. Poté, co přepravil na Velikonoční ostrov katolické misionáře, rozhodl se zde usadit ve vesnici Mataveri.

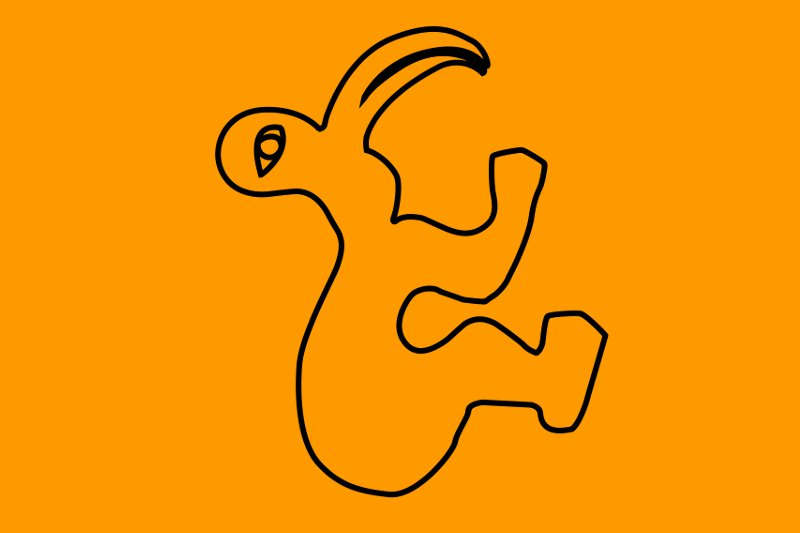
Napodobenina původní Bornierovy vlajky

Obyvatelstvo Velikonočního ostrova bylo v té době zdecimováno nájezdy otrokářů a zavlečenými epidemiemi. Zbylé obyvatele obrátil misionář Eugène Eyraud na křesťanství, což vedlo k rozvratu tradiční společenské struktury. Dutrou-Bornier se rozhodl využít mocenského vakua, oženil se s domorodou princeznou Koreto a začal vystupovat jako král Iona I., vztyčil také svoji vlajku, oranžovou s černou siluetou ptačího muže. Většinu území ostrova proměnil ve svou soukromou ovčí farmu a obklopil se skupinou ozbrojených domorodců, kteří potlačovali všechny protesty. Svým příznivcům Dutrou-Bornier dovolil vrátit se od křesťanství k původní víře, to vyvolalo konflikt s misionáři, kteří v roce 1871 uprchli na Gambierovy ostrovy a vzali s sebou většinu ostrovanů.
Dutrou-Bornier se pokoušel z ostrova učinit francouzskou kolonii, ale francouzská vláda neměla zájem. Jeho vláda skončila v roce 1876, kdy zemřel za nejasných okolností, zřejmě zabit některým ze zbylých domorodců, kterým bezohledně zabíral jejich majetek i nezletilé dcery. V době Ionovy smrti zůstalo na ostrově naživu pouze 111 obyvatel, méně než desetina stavu populace před příchodem Evropanů. Nakonec v roce 1888 prohlásilo Chile Velikonoční ostrov za své území.